# Schillenboer

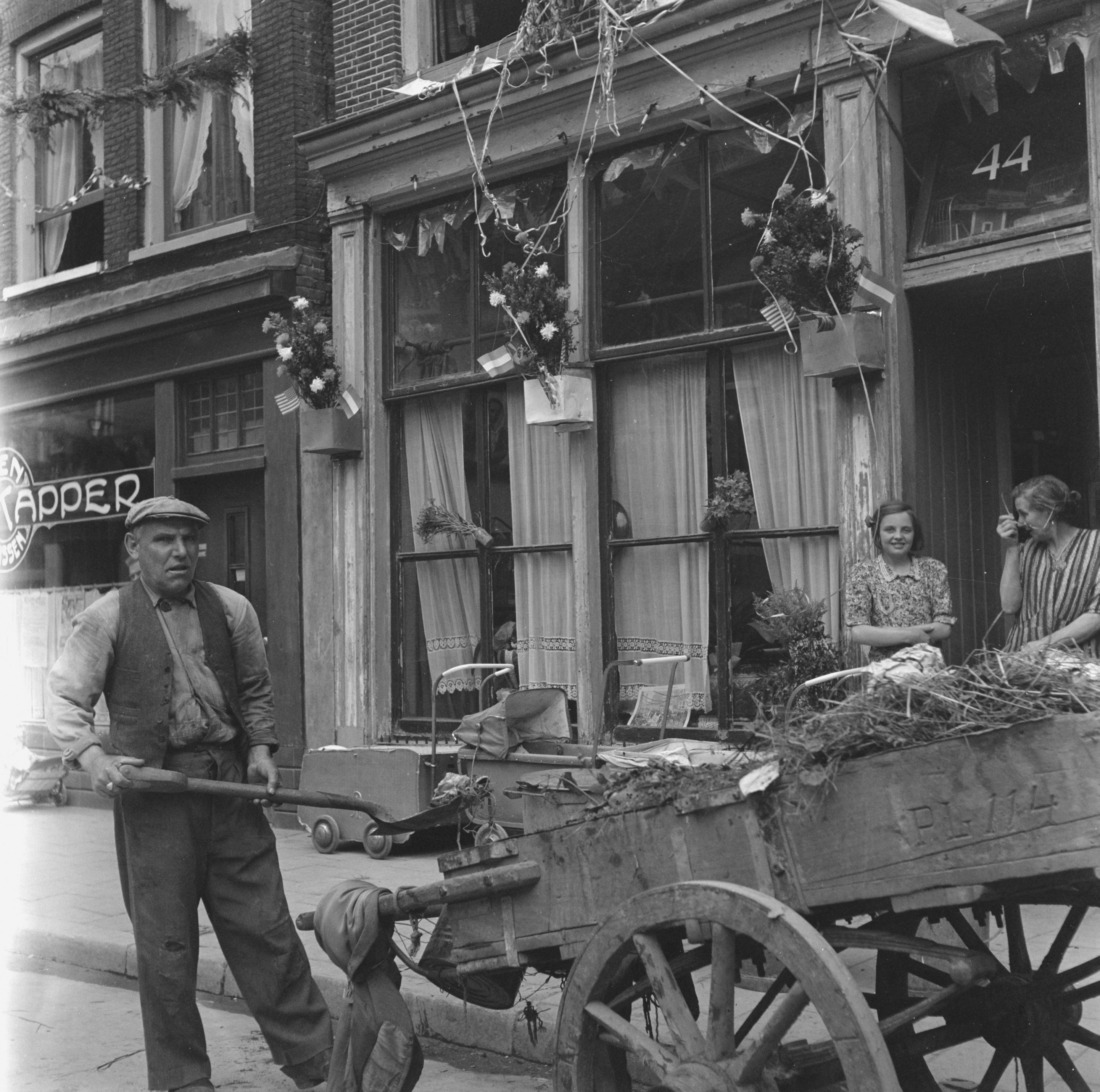
Schillenboer in de Jordaan in 1945

De schillenboer was in Nederland tot laat in de 20ste eeuw een vuilnisophaler die met een kar of wagen aan de deuren kwam voor groentenafval, korsten brood en ander afval dat als veevoer gebruikt kon worden. Deze schillenboer was doorgaans een arme veehouder met een kleine veestapel. Het afval dat voor de schillenboer werd achtergehouden, ging niet in de vuilnisemmer, maar werd in een schillenemmer bewaard.
In het Berlijn van 1915 werd het beroep van schillenboer van overheidswege ingesteld, om voedselverspilling tegen te gaan.
Door de invoering van de afvalscheiding in gft en "gewoon" afval verdween de schillenboer in Nederland langzamerhand uit het straatbeeld. Dat de wetgeving rond hygiëne inmiddels voorschrijft dat schillen die aan de deur worden opgehaald niet meer gebruikt mogen worden als veevoer, zal daar ook aan bijgedragen hebben.
In de 21ste eeuw werd er opnieuw geëxperimenteerd met de schillenboer, maar dan in de context van een ophaler van gft-afval. De Rotterdamse wijk Feijenoord beschikte tussen 2000 en 2001 weer even over een eigen schillenboer, en in Apeldoorn reed er tussen 2009 en 2013 een busje dat gft-afval ophaalde bij flatbewoners. In beide gevallen werd het experiment gestaakt wegens gebrek aan belangstelling. In maart 2018 werd ook in Nijmegen dit concept uitgeprobeerd bij twee flats in de wijk Neerbosch Oost.